# Secuestro de Peggy Ann Bradnick
El secuestro de Peggy Ann Bradnick tuvo lugar cerca de Shade Gap, Pensilvania, el 11 de mayo de 1966. Bradnick, que tenía 17 años en ese momento, fue secuestrada por William Diller Hollenbaugh y mantenida cautiva durante siete días antes de ser rescatada por la Policía Estatal de Pensilvania y el FBI en una granja en Burnt Cabins, Pensilvania. Su calvario llegó a los titulares nacionales, y la búsqueda fue la mayor cacería humana en la historia de los Estados Unidos hasta ese momento. Un agente del FBI, Terry R. Anderson, fue asesinado en la persecución de Hollenbaugh

## Preludio
Peggy Ann nació el 16 de agosto de 1948, la mayor de los seis hijos de Eugene y Mildred Bradnick. En el momento en que fue secuestrada, tenía un hermano Jim (16 años); una hermana Mary Louise (11); hermanos mellizos Donnie y Debbie (9); y una hermana Carol Jean (8). La familia vivía cerca de Shade Gap, Pensilvania, un pequeño pueblo del condado de Huntingdon. Peggy Ann asistía a la escuela secundaria del condado de Huntingdon. 
Hollenbaugh fue condenado por robo en 1939 y pasó los siguientes 20 años en prisión y en un manicomio. En 1962 llegó a Shade Gap y fue conocido como "El hombre de la bicicleta" o "Pete el de la bicicleta" porque andaba en bicicleta por toda la zona.
Hollenbaugh le contó a Peggy Ann que había cometido varios delitos antes de secuestrarla. En agosto de 1964, había irrumpido en la casa de la Sra. Christine Devinney, le había disparado con un rifle en la mano, luego le había taponado la herida y se había marchado. Poco después, una mujer que conducía por una carretera secundaria había resultado bloqueada por una pila de troncos, y un hombre había disparado un tiro que había roto el biberón de su bebé. El 16 de abril de 1965 (Viernes Santo), Ned Price sorprendió a un intruso en su propiedad, el intruso le disparó y como resultado perdió una pierna. Estos incidentes y otros llevaron a este francotirador a ser conocido como "El Hombre de la Montaña".

## Secuestro
El 11 de mayo de 1966, mientras Peggy Ann y sus cinco hermanos iban hacia su casa desde la parada del autobús escolar, Hollenbaugh los interceptó, agarrando a Peggy Ann y arrastrándola hasta el bosque. 
Dejando a Mary Louise para que atendiese a los niños más pequeños, Jim Bradnick corrió a su casa y le contó el suceso a su padre, que estaba en la cocina haciendo la cena (su madre estaba limpiando otras dependencias de la casa). Eugene Bradnick fue al bosque a buscar a Peggy Ann; como no pudo encontrarla, fue al pueblo a notificarlo a la policía. 
Deteniéndose en un claro del bosque, Hollenbaugh se quitó las gafas y las guardó en una mochila que llevaba. Luego sacó un relleno de mejillas hecho de dos discos de madera unidos por un cable. Peggy Ann, sorprendida, dijo: "Creo que sé quién eres" y lo identificó como el "Hombre de la bicicleta". Luego se quitó una segunda chaqueta y un par de pantalones y ordenó a Peggy Ann que los usara sobre su vestido, diciendo: "Ese vestido rojo sobresale como un pulgar que duele". 
Hollenbaugh llevó a Peggy Ann bajo la autopista de Pensilvania a través de una alcantarilla y fuera de la zona donde les pudieran buscar, pero luego se preocupó por sus perros y la llevó de nuevo hacia el norte de la autopista. Cogió una cadena, la encadenó a un árbol e intentó coger sus perros, pero no pudo atraparlos. Hollenbaugh luego llevó a Peggy Ann a una cueva que había cavado en una zona de las montañas Tuscarora, conocida como Gobbler's Knob y adquirió un par de latas de comida, que compartió con ella. Unos días después, volvió a buscar a sus perros. 
El 16 de mayo, Hollenbaugh obligó a Peggy Ann a acompañarle mientras robaba una casa, en la que encontró una 32 automática. 
El 17 de mayo, el agente del FBI Terry Ray Anderson vio a uno de los perros del Hombre de la Montaña y lo llamó. El hombre de la montaña (Hollenbaugh) abrió fuego, matando a Anderson. Luego disparó a dos perros rastreadores, matando a uno. Algunos de los otros buscadores vieron a Peggy Ann, confirmando que aún estaba viva. Hollenbaugh y Peggy Ann desaparecieron en el bosque antes de que los buscadores pudieran alcanzarlos. 
Esa tarde, después de no poder escapar de la zona de búsqueda pasando por debajo de un puente cerca de Fort Littleton, Hollenbaugh llegó a un refugio de caza en Burnt Cabins en la que había un coche aparcado fuera. El refugio tenía un lavadero exterior, en el que obligó a Peggy Ann a esconderse junto con él. Poco después del amanecer disparó al ayudante del sheriff del condado de Cambria Francis Sharpe y le hirió, obligándole luego a llevarlo a él y a Peggy Ann hacia la autopista de Pensilvania. El coche tuvo que parar ante una puerta de ganado cerrada. Hollenbaugh ordenó a Sharpe que abriera la puerta. Sharpe salió y se arregló para llamar a los oficiales y les dijo que Hollenbaugh estaba en el coche. Hollenbaugh empezó a disparar a través de las ventanas del coche, dejó el vehículo y finalmente se escapó, llevando a Peggy Ann por la US 522 a una granja propiedad de Luther Rubeck.

## Rescate
Una masiva cacería humana de más de 1.000 oficiales de la ley federal, estatal y local, Guardias Nacionales y voluntarios civiles (la mayor cacería humana llevada a cabo en la historia de los Estados Unidos hasta ese momento) recorrió las colinas que rodean Shade Gap en busca de cualquier señal de Peggy Ann y su secuestrador. 
En la granja Rubeck, los buscadores encontraron a Hollenbaugh y Peggy Ann. Hollenbaugh abrió fuego con una pistola, se agachó detrás de un árbol y corrió por la carretera hasta el porche de otra granja. Dos disparos sonaron simultáneamente, uno disparado por Larry Rubeck (15 años) desde la granja, el otro por un policía estatal. Hollenbaugh quedó herido de muerte. Al principio se pensó que Larry Rubeck había matado a Hollenbaugh, y los periódicos así lo publicaron esa tarde (18 de mayo de 1966) y a la mañana siguiente lo reportaron como tal. Más tarde se determinó que había sido el policía estatal Grant H. Mixell quien había hecho el disparo fatal. 
Peggy Ann fue llevada al Centro Médico del Condado de Fulton y se reunió con su familia. No tenía lesiones graves ni había sido agredida sexualmente, pero sus pies estaban llenos de ampollas y estaba deshidratada. Dio una entrevista a los medios de comunicación unos días después y dejó el Centro Médico el 1 de junio. 

## Consecuencias
El libro de crímenes reales Deadly Pursuit de Robert V. Cox detalla el incidente. Robert Cox ganó el premio Pulitzer en 1967 por su reportaje de noticias locales generales o puntuales "por su vívido reportaje de una cacería humana en la montaña que terminó con el asesinato de un francotirador trastornado que había aterrorizado a la comunidad".
Peggy Ann Bradnick contó su historia al Saturday Evening Post, que la publicó en su edición del 16 de julio de 1966.
El 16 de octubre de 2008, Peggy Ann Bradnick Jackson hizo su primera aparición pública importante como oradora principal en el Festival Folclórico de Otoño de la Sociedad Histórica del Condado de Fulton ante una multitud. compareció allí el jueves 14 de octubre de 2010. Hizo otras apariciones públicas desde entonces. El domingo 16 de octubre de 2011, se erigió un monumento en el cementerio de Shade Gap, Pensilvania, en honor al agente del FBI Terry Ray Anderson. Peggy Ann estuvo presente en la ceremonia. Peggy Ann está ahora retirada. Fue la oradora principal en el Banquete de Primavera de la Sociedad Histórica del Condado de Fulton el 16 de abril de 2016, el año del 50 aniversario del secuestro. El martes 17 de mayo de 2016, comparecería en una ceremonia en Carlisle, PA, para conmemorar el 50 aniversario de la muerte de Terry Ray Anderson. 
Peggy Ann visitó el Museo de la Policía Estatal de Pensilvania, ubicado en Hershey, PA, donde se presenta su historia. Los artefactos del caso (la bicicleta de Hollenbaugh, las armas, etc.), fotografías y más información pueden verse en el museo. 
El 20 de marzo de 2017 se publicó en Amazon.com como libro de bolsillo "La Voz en las Montañas", la autobiografía de Peggy Jackson. Se une a "Deadly Pursuit" de Robert Cox y a la edición limitada de "Trail of Terror" de Ken Peiffer (publicada por la Antietam Historical Society, Waynesboro, PA) para documentar el incidente del Hombre de la Montaña, aunque contiene diferencias sustanciales. 

## Representaciones ficticias
La NBC emitió el telefilm: Cry in the Wild: The Taking of Peggy Ann, sobre el secuestro el 6 de mayo de 1991. Fue protagonizada por Megan Follows como Peggy Ann Bradnick, David Morse como Hollenbaugh, David Soul como el Agente Anderson y Taylor Fry como Carol Jean Bradnick. 
John Madara, David White y Jimmy Wisner escribieron una canción llamada "Ocho días en Sha-de Gap" en 1967, cantada por Russ Edwards y grabada en el sello Decca.